# Wolfgang Hübsch
Wolfgang Hübsch (* 12. November 1939 in Steyr-Münichholz) ist ein österreichischer Schauspieler.

## Leben
Der Sohn eines Tischlermeisters besuchte die Fachschule für Holzverarbeitung in Hallstatt und arbeitete einige Jahre als Tischler. Danach absolvierte er ein Schauspielstudium am Salzburger Mozarteum. Nach den Anfängen am Salzburger Landestheater spielte Hübsch seine ersten großen Rollen in Klagenfurt. Im Jahre 1966 kam er an das Wiener Volkstheater. Dort spielte er u. a. in Nestroys Zu ebener Erde und erster Stock, Ödipus in Jean Cocteaus Die teuflische Maschine, Oberst Redl in John Osbornes Ein Patriot für mich, Martin Schalanter in Ludwig Anzengrubers Das vierte Gebot und Raskolnikoff in Dostojewskis Schuld und Sühne mit Helmut Qualtinger als Untersuchungsrichter; alle Rollen unter der Regie von Gustav Manker.
In den Jahren 1970 bis 1972 war Wolfgang Hübsch am Münchner Residenztheater, von dem er von Gerhard Klingenberg ans Wiener Burgtheater geholt wurde, in dem er 19 Jahre und in über 50 Rollen – davon rund 20 Hauptrollen – seinen Zenit als Burgschauspieler erlebte. Er spielte Rollen wie Orest, Egmont, Amphitryon und in Stücken Arthur Schnitzlers. Wolfgang Hübsch verließ zwei Jahre nach Peymanns Amtsantritt die Burg und ist seither als freier Schauspieler tätig u. a. am Theater in der Josefstadt.
Auch im Radio war Hübsch oft zu hören. Von Hubert Gaisbauer wurden Erika Mottl und er in den 1960ern noch vor dem Start von Ö3 zum Radio geholt, um die Sendung Hallo, Teenager! zu entstauben. Hübsch war bei Ö3 lange Sprecher in der Musicbox und gemeinsam mit Mottl in der Sendung Entre nous (1967–1969) von Alfred Komarek und Rudolf Weilhartner. Er sprach den beliebten Dschi Dsche-i Wischer Dschunior im Ö3-Wecker und war auch Sprecher der Slapsticksendung Flohmarkt (1980–1981) von Alfred Komarek.

## Filmografie
- 1973: Tatort – Das fehlende Gewicht
- 1975: Totstellen – Der Sohn eines Landarbeiters wird Bauarbeiter und baut sich ein Haus
- 1976: Stationschef Fallmerayer
- 1979: Lemminge
- 1981: Tatort: Mord in der Oper
- 1987: Das weite Land
- 1990: Sidonie
- 1993: Das Babylon Komplott
- 1996: Charms Zwischenfälle
- 1996: Kommissar Rex – Annas Geheimnis
- 1996: Alte Liebe – Neues Glück (Hofrat Geiger)
- 1996: Tatort: Mein ist die Rache (als Ex-Inspektor Novotny)
- 1997: Tatort: Hahnenkampf (als Oberinspektor Paul Kant)
- 1997: Tatort: Morde ohne Leichen (als Oberinspektor Paul Kant)
- 2001: Feindliche Übernahme – althan.com
- 2001: Bride of the Wind
- 2002: Mademoiselle Else
- 2006–2010: Der Winzerkönig (39 Folgen)
- 2006: Kronprinz Rudolfs letzte Liebe
- 2008: Ein riskantes Spiel
- 2009: Furcht & Zittern
- 2010: Der kalte Himmel
- 2011: Der Kardinal
- 2011: Die Rosenheim-Cops – Die Ratsherren von Rosenheim
- 2011: Tödlicher Rausch
- 2012: Tatort: Der traurige König
- 2014: Die Frau aus dem Moor
- 2014: Landkrimi – Die Frau mit einem Schuh
- 2018: Landkrimi – Der Tote im See
- 2019: Nevrland
- 2019: SOKO Wien – Das Phantom
- 2020: Dennstein & Schwarz – Rufmord
- 2020: Letzter Wille (Fernsehserie)
- 2021: SOKO Donau: Das Phantom
- 2021: Ich bin dein Mensch
- 2024: Biester (Fernsehserie)

## Theater
- Lear – King Lear
- Bruscon – Der Theatermacher
- Caribaldi – Die Macht der Gewohnheit
- Zauberkönig – Geschichten aus dem Wiener Wald
- Dorfrichter Adam – Der zerbrochne Krug
- Hofreiter – Das weite Land
- Stefan Sala – Der einsame Weg
- Professor Wegrat – Der einsame Weg
- Fichtner – Der einsame Weg
- George – Wer hat Angst vor Virginia Woolf?
- Anatol – Anatol
- Max – Anatol
- Egmont – Egmont
- Amphitryon – Amphitryon
- Orest – Iphigenie auf Tauris
- Alfred – Geschichten aus dem Wiener Wald
- Raskolnikoff – Schuld und Sühne
- Oberst Redl – Oberst Redl
- Baron Tusenbach – Drei Schwestern
- Kreon – Medea
- Vinzenz – Vinzenz und die Freundin bedeutender Männer

## Radio
- 1977: Oskar Zemme: Mennige (Karl) – Regie: Ferry Bauer (Hörspiel – ORF/SFB)[3]
- Dschi Dsche-i Wischer Jr.[4]

## Auszeichnungen
- 2000 Ehrenmedaille der Bundeshauptstadt Wien in Gold
- 2001: Karl-Skraup-Preis
- 2003: Nominierung für den Nestroypreis in der Kategorie Bester Schauspieler für seine Rolle als Dorfrichter Adam in Der zerbrochne Krug
- 2010: Großes Ehrenzeichen für die Verdienste um die Republik Österreich
- 2010: Ernennung zum Kammerschauspieler